# Axel Wibrån
John Axel Wibrån, född 9 september 1985 i Masthuggs församling i Göteborg, är en svensk fotbollsmålvakt som spelar för Landvetter IS. Han har tidigare representerat de allsvenska lagen Gais och Örgryte IS samt Lindome GIF. Wibrån är kusin med Peter Wibrån, en före detta fotbollsspelare.

## Karriär
Wibråns moderklubb är Azalea BK. Wibrån kom till Örgryte IS A-lag säsongen 2005, där han spelade fem allsvenska matcher. På vintern 2006 presenterades Wibrån som Gais nya andramålvakt efter att Conny Månsson lämnat. I mars 2015 förlängde Wibrån sitt kontrakt med Utsiktens BK med två år. I december 2016 förlängde han sitt kontrakt med ett år. I december 2019 förlängde Wibrån sitt kontrakt med ett år.
I maj 2021 blev Wibrån klar för spel i division 3-klubben Landvetter IS.

## Karriärstatistik
| Klubb              | Säsong             | Liga                          | Liga    | Liga | Svenska cupen | Svenska cupen | Totalt  | Totalt |
| Klubb              | Säsong             | Division                      | Matcher | Mål  | Matcher       | Mål           | Matcher | Mål    |
| ------------------ | ------------------ | ----------------------------- | ------- | ---- | ------------- | ------------- | ------- | ------ |
| Örgryte IS         | 2005               | Allsvenskan                   | 1       | 0    | 0             | 0             | 1       | 0      |
| Örgryte IS         | 2006               | Allsvenskan                   | 4       | 0    | 0             | 0             | 4       | 0      |
| Örgryte IS         | Totalt             | Totalt                        | 5       | 0    | 0             | 0             | 5       | 0      |
| Gais               | 2007               | Allsvenskan                   | 1       | 0    | 0             | 0             | 1       | 0      |
| Gais               | 2008               | Allsvenskan                   | 2       | 0    | 0             | 0             | 2       | 0      |
| Gais               | Totalt             | Totalt                        | 3       | 0    | 0             | 0             | 3       | 0      |
| Lindome GIF        | 2009               | Division 1 Södra              | 21      | 0    | 0             | 0             | 21      | 0      |
| Lindome GIF        | 2010               | Division 2 Södra Götaland     | 22      | 0    | 0             | 0             | 22      | 0      |
| Lindome GIF        | 2011               | Division 2 Västra Götaland    | 22      | 0    | 1             | 0             | 23      | 0      |
| Lindome GIF        | 2012               | Division 2 Västra Götaland    | 22      | 0    | 0             | 0             | 22      | 0      |
| Lindome GIF        | Totalt             | Totalt                        | 87      | 0    | 1             | 0             | 88      | 0      |
| Utsiktens BK       | 2013               | Division 1 Södra              | 26      | 0    | 0             | 0             | 26      | 0      |
| Utsiktens BK       | 2014               | Division 1 Södra              | 25      | 0    | 2             | 0             | 27      | 0      |
| Utsiktens BK       | 2015               | Superettan                    | 30      | 0    | 1             | 0             | 31      | 0      |
| Utsiktens BK       | 2016               | Division 1 Södra              | 26      | 0    | 1             | 0             | 27      | 0      |
| Utsiktens BK       | 2017               | Division 1 Södra              | 14      | 0    | 1             | 0             | 15      | 0      |
| Utsiktens BK       | 2018               | Division 1 Södra              | 29      | 0    | 0             | 0             | 29      | 0      |
| Utsiktens BK       | 2019               | Division 1 Södra              | 28      | 0    | 1             | 0             | 29      | 0      |
| Utsiktens BK       | 2020               | Ettan Södra                   | 29      | 0    | 2             | 0             | 31      | 0      |
| Utsiktens BK       | Totalt             | Totalt                        | 207     | 0    | 8             | 0             | 215     | 0      |
| Landvetter IS      | 2021               | Division 3 Mellersta Götaland | 20      | 0    | 0             | 0             | 20      | 0      |
| Landvetter IS      | 2022               | Division 2 Västra Götaland    | 25      | 0    | 0             | 0             | 25      | 0      |
| Landvetter IS      | 2023               | Division 2 Västra Götaland    | 22      | 0    | 0             | 0             | 22      | 0      |
| Landvetter IS      | Totalt             | Totalt                        | 67      | 0    | 0             | 0             | 67      | 0      |
| Totalt i karriären | Totalt i karriären | Totalt i karriären            | 369     | 0    | 9             | 0             | 378     | 0      |